# Caecilia gracilis
Caecilia gracilis es una especie de anfibios de la familia Caeciliidae.
Se encuentra en Brasil, la Guayana Francesa, Perú, Surinam, Colombia y, posiblemente, en Guyana.
Sus hábitats naturales incluyen bosques tropicales o subtropicales húmedos y a baja altitud, sabanas húmedas, plantaciones, jardines rurales y zonas previamente boscosas ahora muy degradadas.